# Eagle Bend (Minnesota)

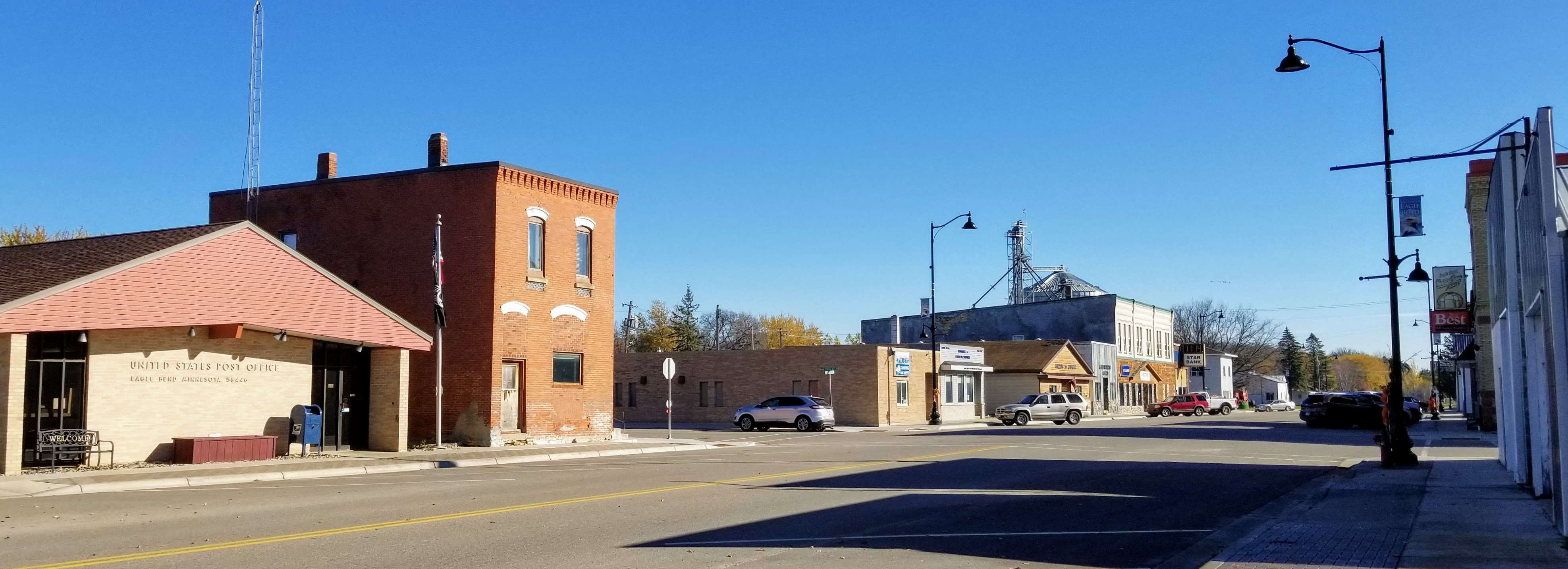

Pour les articles homonymes, voir Eagle Bend.
Eagle Bend est une ville américaine située dans le Comté de Todd, dans le Minnesota. Selon le recensement de 2020, sa population est de 546 habitants.